# Enid (Oklahoma)
Enid (ē'nĭd) è una città della contea di Garfield, Oklahoma, Stati Uniti. Al censimento del 2018, la popolazione era di 49 585 abitanti, il che la rendeva la nona città più grande dell'Oklahoma. È il capoluogo della contea di Garfield. Enid fu fondata durante l'apertura del Cherokee Outlet durante la corsa alla terra del 1893 e prende il nome da Enid, un personaggio degli Idilli del re di Alfred Tennyson. Nel 1991, la legislatura statale dell'Oklahoma designò Enid "capitale della rondine porporina dell'Oklahoma" (purple martin capital of Oklahoma). Enid detiene il soprannome di "città regina del grano" (Queen Wheat City) e "capitale del grano" (Wheat Capital) dell'Oklahoma e degli Stati Uniti per la sua immensa capacità di stoccaggio del grano e ha la terza più grande capacità di stoccaggio di cereali nel mondo.

## Geografia fisica
Secondo lo United States Census Bureau, ha un'area totale di 73,76 mi² (191,04 km²).

## Storia
Nell'estate 1889, M.A. Low, un funzionario della Rock Island, visitò la stazione ferroviaria locale, in costruzione, e si informò sul suo nome. A quel tempo, si chiamava Skeleton. Non amando il nome originale, cambiò il nome della stazione in Enid, un personaggio degli Idilli del re di Alfred Tennyson. Tuttavia, una storia più fantasiosa di come la città deve il suo nome è popolare. Secondo quel racconto, nei giorni che seguirono la corsa alla terra, alcuni coloni intraprendenti decisero di montare un chuckwagon e cucinare per i loro compagni pionieri, appendendo un cartello che diceva "DINE". Alcuni altri, più liberi coloni, girarono quel cartello all'indietro per leggere, che, ovviamente, ne uscì fuori la parola "ENID".
Durante l'apertura del Cherokee Outlet nella corsa alla terra del 1893, Enid era la sede di un ufficio del catasto che è ora conservato nel suo Humphrey Heritage Village, parte del Cherokee Strip Regional Heritage Centre. Enid, la stazione ferroviaria, (ora North Enid, Oklahoma) era il sito originale della città approvato dal governo. È stata pianificata dal geometra W. D. Twichell, poi di Amarillo, Texas.
L'Enid-Pond Creek Railroad War si scatenò quando il Dipartimento degli Interni spostò il sito governativo a 5 km a sud della stazione prima della corsa alla terra, che fu poi chiamata South Enid. Durante la corsa, a causa del rifiuto della Rock Island di fermarsi, la gente saltò fuori dai treni per rivendicare il proprio credito sul sito approvato dal governo. Nel pomeriggio della corsa, la popolazione di Enid era stimata in 12 000 abitanti su 80 acri (320000 mi²) del piano della città di Enid. Il piano originale di Enid nel 1893 era di 6 blocchi di lunghezza per 11 blocchi: la piazza cittadina all'estremità nord-occidentale, la scuola West Hill (Jefferson) a sud-ovest, il Government Springs Park nella parte centro-meridionale e la scuola East Hill (Garfield) nell'angolo più a nord-est. Un anno dopo, la popolazione era stimata in 4 410, aumentando fino a 10 087 nel 1907, anno in cui l'Oklahoma divenne uno stato.
La storia della città è stata catturata in Cherokee Strip: A Tale of an Oklahoma Boyhood dello scrittore vincitore del premio Pulitzer Marquis James, che racconta la sua fanciullezza a Enid.
Enid visse un "periodo d'oro" dopo la scoperta del petrolio nella regione negli anni 1910 e fino alla seconda guerra mondiale. L'economia di Enid è cresciuta come risultato della richiesta del petrolio, del grano e delle industrie ferroviarie, e la sua popolazione è aumentata costantemente durante l'inizio del XX secolo in concomitanza con un periodo di sostanziale sviluppo architettonico ed espansione del territorio. Il centro di Enid aveva la costruzione di diversi edifici tra cui la Broadway Tower, il tribunale della contea di Garfield e l'Enid Masonic Temple. In concomitanza con il boom petrolifero, petrolieri come T. T. Eason, H. H. Champlin e Charles E. Knox costruirono case nell'area. La creazione di zone residenziali durante questo periodo comprendono Kenwood, Waverley, Weatherly, East Hill, Kinser Heights, Buena Vista e McKinley. Union Equity, Continental, Pillsbury, General Mills e altre società di grano gestivano mulini e sili nell'area, creando quello che ora è l'Enid Terminal Grain Elevators Historic District, ed Enid si guadagnò i titoli di "capitale del grano dell'Oklahoma" (Wheat Capital of Oklahoma), "città regina del grano dell'Oklahoma" (Queen Wheat City of Oklahoma) e "capitale del grano degli Stati Uniti" (Wheat Capital of the United States).

## Società

### Evoluzione demografica
Secondo una stima del 2018, la popolazione era di 49 585 abitanti.

### Etnie e minoranze straniere
Secondo il censimento del 2010, la composizione etnica della città era formata dall'81,6% di bianchi, il 3,6% di afroamericani, il 2,3% di nativi americani, l'1,1% di asiatici, il 2,2% di oceanici, il 5,4% di altre razze, e il 3,8% di due o più etnie. Ispanici o latinos di qualunque razza erano il 10,3% della popolazione.